# Monstro-de-gila
O monstro-de-gila (Heloderma suspectum) é um lagarto peçonhento da família dos helodermatídeos, ele encontra-se no sudoeste dos E.U.A. e noroeste do México, com até 60 cm de comprimento coloração preta e rosada. É um dos dois únicos lagartos venenosos do mundo (o outro é o Lagarto de contas (Heloderma horridum )).

## Características
Tem até 60 cm de comprimento, o que faz dele o maior lagarto norte-americano.
Habita o Sudoeste da América do Norte (EUA e México), em regiões desérticas.
Os seus hábitos são principalmente noturnos e terrestres. Ele se move lentamente, usando a língua para sentir cheiros deixados na areia e então capturar as suas presas.
Alimenta-se de aves, de outros lagartos e de todos os ovos que conseguir encontrar no seu caminho. Também aceitam camundongos e outros roedores. Em cativeiro podem-lhes ser dados camundongos, ratos (vivos ou previamente abatidos), ovos, pedaços de carne, etc, e a dieta deve ser enriquecida com suplemento de vitaminas e cálcio. Animais coletados em seu habitat podem recusar alimento.

## Reprodução
Os dimorfismos sexuais são inexistentes visualmente. A determinação do sexo pode ser feita em grandes viveiros, observando-se o comportamento dos animais na estação de acasalamento (que ocorre no verão); mesmo assim, não são todas as fêmeas que cruzam anualmente. Pode-se também usar sexadores para descobrir o sexo do animal. Machos e fêmeas tornam-se mais ativos com a elevação da temperatura, e passam a investigar todo o movimento ao seu redor. Uma vez formado, o par vai se ocultar e realizar o coito.
Depois do acasalamento, o macho deve ser retirado antes que a fêmea ponha os ovos (o que pode levar uma ou duas semanas), para impedir ataques. A mãe oculta os ovos sob a areia.
Incubação: Por volta de 1 mês depois da postura, nascem os novos lagartos. A cada ninhada, nascem de 3 a 15 crias.

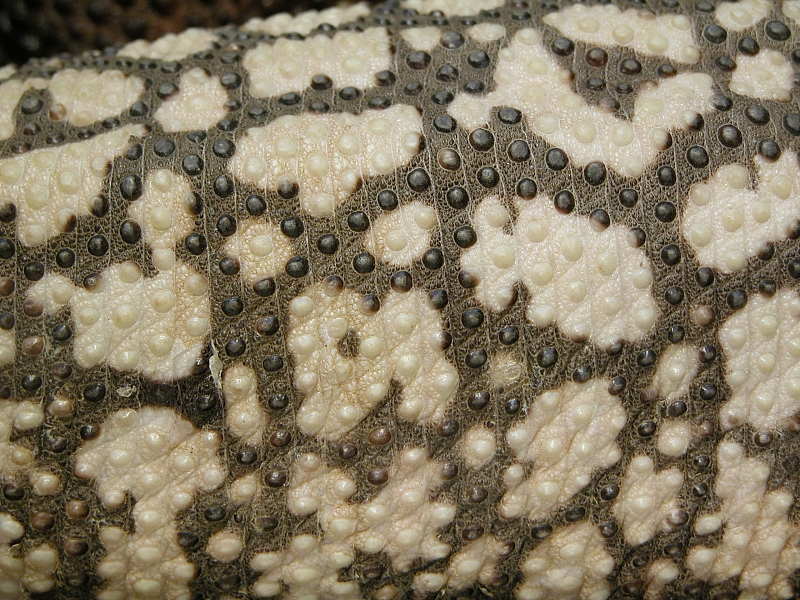
Imagem ampliada de sua pele

Embora os monstros-de-gila vivam no deserto, não apreciam muito o calor: a cor predominante que apresenta - o preto, apesar de combinada com o amarelo, rosa ou laranja - resplandece ao sol, o que provoca o aquecimento excessivo do corpo. Na natureza, durante os meses mais frios, hibernam; nos meses mais quentes, exibem hábitos noturnos e, no restante do ano, ficam ativos durante o dia.
Durante os meses de inverno, quando se mostram menos ativos e as presas e ninhos escasseiam, utilizam a gordura que acumulam na cauda larga e alongada (correspondente a um terço do comprimento total).
O ciclo reprodutivo das fêmeas parece estar relacionado com a quantidade de alimentos e minerais armazenados em seu organismo; quando as reservas estão baixas, elas não atraem os machos para acasalar, o que ocorre, em condições normais, uma vez por ano. Depois da cruza, as fêmeas demoram de 3 semanas a 2 meses para botar os ovos; no terrário, uma quantidade maior de areia umedecida, parcialmente escondida por pedras, certamente será o local escolhido para a desova. Dependendo da idade da mãe e das suas reservas energéticas, podem ser postos entre 3 e 15 ovos, que são protegidos por uma membrana firme. As crias nascem por volta de 4 semanas depois da postura, medindo cerca de 10 cm.

## Ecologia
Os animais nascidos no ambiente natural podem apresentar dificuldades para se adaptar ao cativeiro,por vezes recusando-se a comer. os que já nasceram em cativeiro, por outro lado aclimatam-se rapidamente em novos ambientes,podendo ser mantidos sozinhos ou em grupos. Nesse caso, a única providência a ser tomada é separar as fêmeas chocas, para evitar ataques de outros animais: os monstros-de-gila adoram ovos, e alguns animais coletados em seu habitat não aceitam outro alimento.

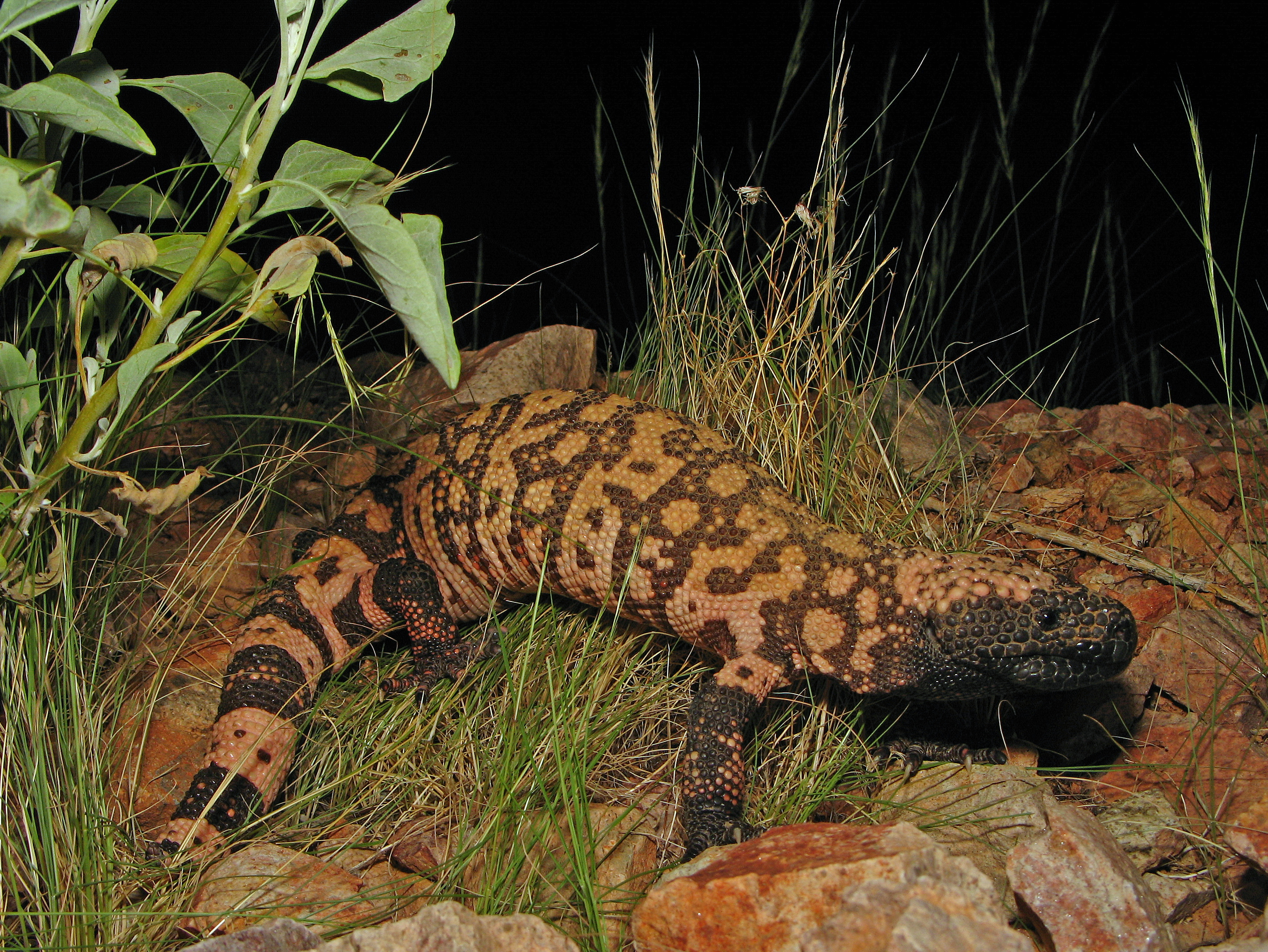
Monstro-de-gila reticulado

Dois fatores vem prejudicando a sobrevivência dos monstros-de-gila: a ampliação das áreas irrigadas para a lavoura - o que determina a redução do seu território - e o consumo de sua carne (que teria efeitos afrodisíacos). No estado do Arizona (EUA), onde se encontram as maiores populações, a coleta é proibida por lei. Somente podem ser comercializados animais nascidos em cativeiro.
Na família Helodermatidae há somente duas espécies e diversas subespécies.

## Veneno
Os monstros-de-gila são venenosos. Além deles, os únicos lagartos da Terra capazes de matar seres humanos são os seus primos da espécie Heloderma horridum. Esses são alguns dos fatores que chamaram a atenção de zoólogos e criadores.
Ao contrário das cobras, o monstro-de-gila inocula a sua peçonha com os dentes da mandíbula, dois grandes incisivos muito afiados. Não são capazes de dar mordidas secas: depois que mordem, inoculam veneno. Os efeitos são imediatos e bastantes dolorosos, e são totalmente fatais para algumas espécies. Um monstro-de-gila morde para se defender a afastar possíveis invasores; só ataca animais maiores do que ele quando se sente ameaçado ou quando está ferido. Os monstros-de-gila são animais gregários; vivem em bandos organizados hierarquicamente (existe sempre um macho dominante e uma fêmea dominante). Dificilmente verificam-se brigas por território, porque estes animais não são caçadores por excelência; antes, identificam uma "refeição" com sensível olfato e ficam à espera de que a presa indefesa se aproxime.

## Pesquisas
De uma substância encontrada em sua saliva extrai-se exenatida, um composto sintético que é a primeira droga de uma nova classe de medicamentos a chegar ao mercado, a dos miméticos do hormônio incretina, para o tratamento do diabetes tipo 2.
Agindo no pâncreas, injetada antes das refeições, a exenatida imita os efeitos da incretina, responsável natural pela liberação de insulina após o consumo de alimentos e a posterior elevação de glicose no sangue.
O veneno deste lagarto está a ser alvo de estudo para o possível tratamento da doença de Alzheimer.